# Культурогенез
Культурогенез — процесс появления и становления культуры любого народа и народности, в общем, и появления культуры как таковой в первобытном обществе. На данный момент не существует единой теории появления культуры.
Сущность культурогенеза в том, что посредством трансформационной изменчивости бытующих форм и систем, а также возникновение ранее не существовавших в культуре, совершенно новых феноменов, непрерывно осуществляется процесс самообновления культуры. Иначе говоря, процесс становления культуры происходит не единожды (лишь на заре возникновения первобытного общества), а постоянно на протяжении всей истории человечества. В качестве основной причины культурогенеза сторонники эволюционной теории выделяют потребность человеческих сообществ в адаптации к постоянно изменяющимся условиям жизни через создание новых форм деятельности и социального взаимодействия.
Несмотря на то, что вопрос происхождения культуры на протяжении долгих лет занимал умы многих историков и философов, системные исследования этой проблемы связаны с работами эволюционистов XIX века (Л. Г. Морган, Г. Спенсера и др) и их последователей.
В XX веке исследованием проблемы возникновения и становления культуры проблемами занимались многие социологи, антропологи, искусствоведы, историки, этнографы и т. д., но только в последние десятилетия теория культурогенеза стала предметом изучения и разработки.

## Космологическая теория
По мнению сторонников этой концепции, среди которых В. И. Вернадский, П. Тейяр де Шарден, Л. Н. Гумилёв и др. причина возникновения и развития культуры состоит в воздействии неких космических сил, способствующих созданию на Земле благоприятных условий для развития человека, а следовательно и для возникновения особых качеств, благодаря которым стало возможно появление культуры.
Так, автор концепции этногенеза Л. Н. Гумилёв писал:

…наша планета получает из космоса больше энергии, нежели необходимо для поддержания равновесия биосферы, что ведет к эксцессам, порождающим среди животных явления, подобные описанным выше (Кузнечики превращаются в саранчу; тропические муравьи покидают свои благоустроенные жилища; лемминги проходят сотни верст, чтобы броситься в волны океана), а среди людей — пассионарные толчки, или взрывы этногенеза.

Иными словами, по мысли Л. Н. Гумилёва происхождение культуры и развитие человечества происходит благодаря этим пассионарным толчкам, порожденным воздействием особого вида космических излучений. Полученная в результате этого пассионарная энергия идет на создание и развитие нового этноса, исключительность которого формируется его культурой, представляющей собой кристаллизованную энергию пассионарности.

## Символическая теория
Сущность теории в том, что происхождение культуры заключается в передаче информации, необходимой для выживания человека с помощью закодированной информации, то есть символов.
Основные положения этой концепции можно найти в работах Э. Кассирера, К. Г. Юнга, М. Хайдеггера. Символы, с которыми по природе своей связано человеческое сознание, относятся не к самому предмету, а к выражению его смысла. Только человек, основываясь на своей деятельности и результатах самонаблюдения и самоанализа, может вкладывать какой-либо смысл в предметы и явления как естественного, так и искусственного происхождения. В появлении способности одухотворять вещи и открывать их истинный смысл и значение, скрытые за предметной оболочкой, и есть рождение культуры. Под культурой сторонники символической теории понимают новый уровень взаимодействия человека и окружающего мира.
Многие исследователи отмечают объективность принципов символизации. Среди них и П. А. Флоренский, который писал:

Один из основных тезисов того сочинения о символах, которое я пишу, есть тот, что символ не есть что-нибудь условное… Символы построяются духом по определённым законам и с внутренней необходимостью… Символизирующее и символизируемое не случайно связываются между собой. Можно исторически доказать параллельность символики разных народов и разных времен… символы — вечные способы обнаруживания внутреннего, вечные по своей форме.

Согласно данной концепции символы являются особой формой знания, со своими внутренними законами и критериями точности. В этой связи можно предположить, что символы — первоначальная форма культурного выражения и осознания человеком мира.

## Натуралистическая концепция
Возникновение натуралистической концепции культурогенеза считается следствием саморазвития человеческого рода и результатом его эволюции. Многие ученые-естествоиспытатели, среди которых Ч. Дарвин и Г. Спенсер, полагали, что истоки культуры заложены в жизни высших животных, сходство процесса развития культуры с процессами в животном мире. Среди сторонников натуралистической концепции культурогенеза есть также и представители этологических концепций культуры. Так, К. Лоренц утверждал, что многочисленные ритуалы, а также нормы и правила поведения, регулирующие жизнь человека в обществе, в зародыше содержатся в поведении животных.

В целом домашнее животное выглядит злой карикатурой на своего хозяина. Как я указывал в одной из предыдущих работ (1954), наше эстетическое восприятие отчётливо связано с соматическими изменениями, регулярно происходящими при одомашнивании. Такие типичные признаки одомашнивания, как исчезновение мышц и замена их жиром, с возникающим отсюда отвислым животом, или укорочение основания черепа и конечностей, обычно воспринимаются и в животном, и в человеке как уродство, в то время как противоположные признаки выглядят «благородно». Такова же и наша эмоциональная оценка особенностей поведения, которые одомашнивание уничтожает или по меньшей мере ставит под угрозу. Материнская любовь, самоотверженная и храбрая защита семьи и общества — инстинктивно запрограммированные нормы поведения, точно так же, как еда и спаривание, но мы определённо воспринимаем их как нечто лучшее и более благородное.
В поведении животных природой предусмотрены особые механизмы, препятствующие проявлению инстинктивных форм поведения (прежде всего агрессии), например долгая подготовка к схватке, позы покорности и т. п. Наличие таких порядков в животном мире может считаться зародышем культуры.

## Орудийно-трудовая теория
Данная теория является одной из самых распространённых. Её автор, Фридрих Энгельс, изложил свои мысли в своей работе «Роль труда в процессе превращения обезьяны в человека», где приводятся доводы в пользу того, что речь, мышление и знания появляются в процессе коллективной трудовой деятельности и совершенствования орудий труда. Широко известно заявление Энгельса:

Он [труд] — первое основное условие всей человеческой жизни, и притом в такой степени, что мы в известном смысле должны сказать: труд создал самого человека.

Это можно объяснить тем, что в процессе трудовой деятельности появляется необходимость организовать и согласовать совместные усилия, для чего и нужны средства общения. Тем самым, превращению наших обезьяноподобных предков в человека способствовало параллельное развитие языка и сознания. Отсюда автор делает вывод, что именно труд и привел к возникновению культуры. Позже — по мере развития трудовых навыков, появления разделения труда и роста его производительности — у людей появилась возможность посвящать время занятиям, на прямую не связанным с проблемой выживания. Таким образом, свое свободное время люди могли теперь тратить на удовлетворение других потребностей, в том числе и потребности в прекрасном, и понемногу стала выделяться категория «творческих» людей, среди которых были писатели, художники, скульпторы и музыканты. А по мере развития общества и его культуры стали появляться ученые и философы.

## Социальная концепция
Бронислав Каспар Малиновский — одним из авторов концепции, а также основоположник функционализма в культурологии — придает первостепенное значение не самому труду как таковому, и даже не результатам онного, но необходимости действовать сообща, объединяться в коллектив для выполнения стоящих перед людьми задач. Социальная концепция происхождения культуры делает акцент на социальных отношениях между людьми и необходимости налаживания и регулированиях этих отношений.